# Parydra penabbreviata
Parydra penabbreviata är en tvåvingeart som beskrevs av Clausen och Cook 1971. Parydra penabbreviata ingår i släktet Parydra och familjen vattenflugor.
Artens utbredningsområde är Virginia. Inga underarter finns listade i Catalogue of Life.